# Germánie
Germánie (latinsky Germania) případně Magna Germania („Velká Germánie“) či Germania libera („svobodná Germánie“) bylo ve starověku označení území východně od řeky Rýna, které obývaly veskrze germánské kmeny. V době kolem přelomu letopočtu, za vlády císaře Augusta, se Římané pokusili toto území dobýt a přeměnit je v římskou provincii. Avšak po porážce v bitvě v Teutoburském lese, kde v roce 9 n. l. náčelník Cherusků Arminius zničil tři římské legie, jimž velel Publius Quinctilius Varus, byli Římané postupně donuceni od svých dobyvatelských záměrů upustit.

## Geografie a hospodářství
Germánie byla drsná, nehostinná, hustě zalesněná a bažinatá země, jejíž největší bohatství představovali její obyvatelé. Rozkládala se na území vymezeném na západě Rýnem (Rhenus) a na jihu Dunajem (Danuvius). Od Sarmatie na východě ji oddělovala řeka Visla (Vistula) a pohoří Západní Karpaty. Severní hranici tvořil Oceán (Severní moře) a Svébské moře (Baltské moře), za nimiž se nacházela mytická země Thúlé (pravděpodobně Skandinávie). V současnosti se na tomto teritoriu nalézají následující evropské státy: Nizozemsko, Německo, Dánsko, Česko, Polsko a části Rakouska a Slovenska. Kromě vlastní Germánie existovaly ještě dvě římské provincie rovněž nesoucí tento název a rozprostírající se západně od Rýna. Dolní Germánie zahrnovala nynější jižní Nizozemsko, Belgii a severní část německého Porýní. Horní Germánie odpovídala svým rozsahem území dnešního Švýcarska a Alsaska.
Hlavním způsobem obživy obyvatel Germánie bylo zemědělství. Většina Germánů obdělávala půdu, nicméně velká část z nich se věnovala rovněž pastevectví. Nejčastěji pěstovanými plodinami byly různé druhy obilí – pšenice, ječmen, oves a žito. V severněji ležících oblastech převládal chov dobytka. Jakmile ustaly římské snahy o dobytí Germánie, rozvinuly se mezi Římany a Germány čilé kulturní a především obchodní vztahy. Rozsáhlá opevnění pohraničních oblastí římské říše nedokázala zamezit vzájemným obchodním stykům. Římané vyváželi do Germánie keramiku, sklo a železné nástroje, zatímco z druhé strany Rýna proudily do říše jantar, kůže a otroci. Obzvláště jantar byl v Římě velmi ceněnou komoditou, jíž si mohli dopřát pouze bohatí jedinci. Malý kousek této žluté suroviny měl tehdy vyšší hodnotu než zdravý otrok. Římské ženy nosívaly jantar kolem krku, neboť věřily, že je ochrání před nemocemi a uchová jim jejich mladistvý vzhled.

## Dějiny

### První kontakty
Nejkomplexnějším popisem Germánie z dob římské říše je stejnojmenné dílo z pera historika Tacita. O původu jména této země Tacitus v roce 98 n. l. napsal:
„Název Germánie je prý nový, daný teprve nedávno, protože si ti, kteří první překročili Rýn a zahnali Galy, dnešní Tungrové, tenkrát říkali Germáni. Toto jméno patřící jednomu kmeni, ne celému národu, ponenáhlu převládlo, takže je pak nejdřív jménem Germáni označovali všichni poražení, myslím, že ze strachu, a brzy si tak začali říkat i oni sami.“
Germánie byla obývána různými kmeny převážně germánského, avšak také keltského či slovanského původu. Kmenové a etnické složení se měnilo po celá staletí vlivem asimilace a migrace. Znalosti Řeků a Římanů o národech žijících na severu Evropy v době před 2. století př. n. l. byly velice nízké. V 5. století př. n. l. považovali Řekové obyvatele nevlídných severních končin za Kelty. Hérodotos se zmiňoval rovněž o Skythech, nebyla mu však známa existence žádné jiné skupiny kmenů. Někdy kolem roku 320 př. n. l. se Pýtheás z Massalie plavil kolem břehů Británie a podél severního pobřeží Evropy. To, co na svých cestách viděl a popsal, se jevilo pozdějším historikům natolik neskutečné, že mu jednoduše odmítali uvěřit. Pýtheás byl patrně prvním člověkem ze Středomoří, který odlišil Germány od Keltů.

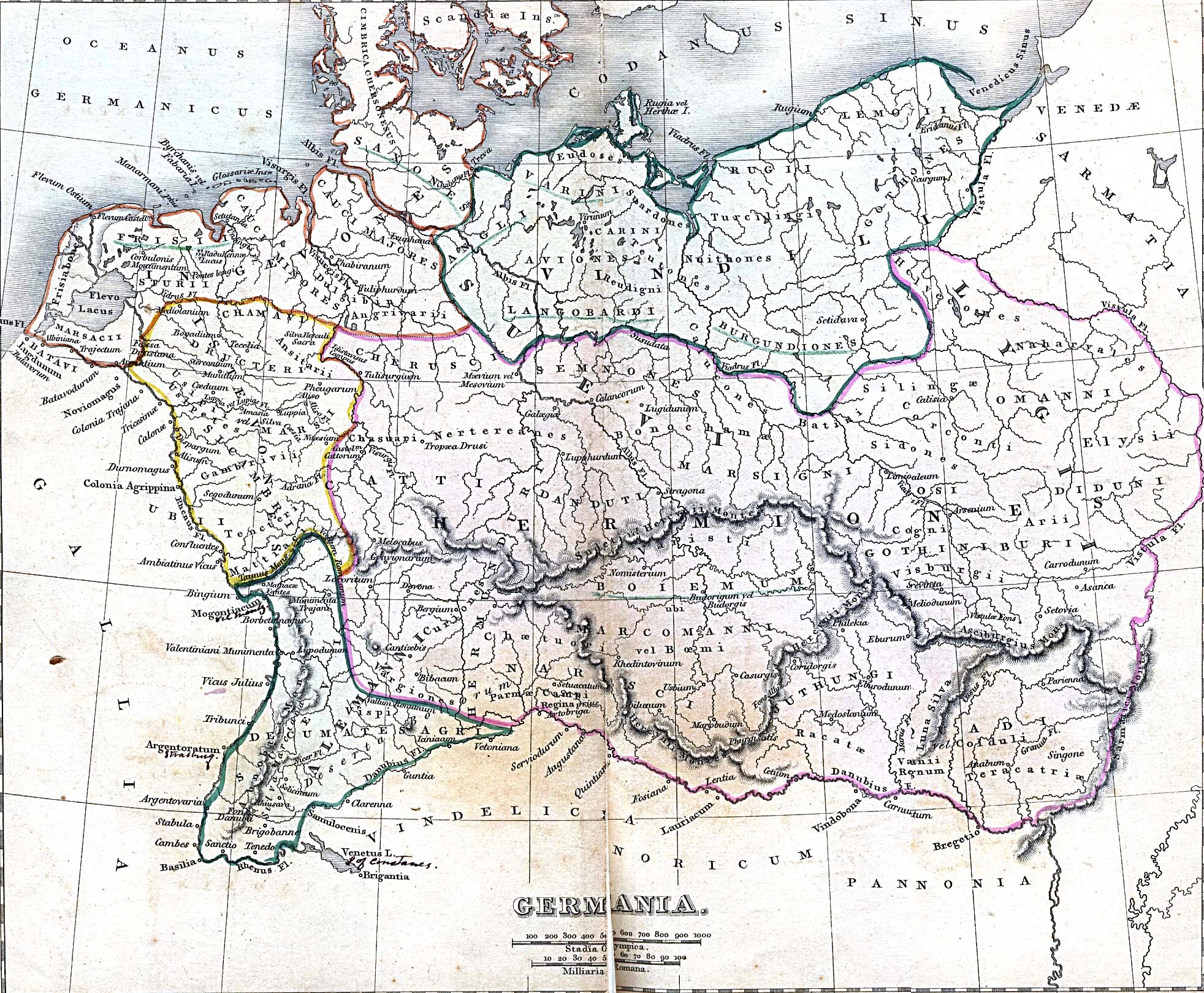
Historická mapa Germánie z poloviny 19. století

Koncem 2. století př. n. l. došlo k prvnímu významnějšímu kontaktu mezi Germány a Římany poté, co kmeny Kimbrů a Teutonů napadly Galii. Po zdolání této germánské invaze přetrval vzájemný mír mezi oběma národy dalších padesát let až do začátku galských tažení Julia Caesara. Během nich byli Římané přinuceni k vedení tří vojenských výprav proti Germánům. Poprvé v roce 58 př. n. l. vyhověl Caesar žádosti Galů o pomoc proti germánským Svébům vedeným Ariovistem, kteří se o několik let dříve usadili ve východní Galii. Caesar spolu se svými germánskými spojenci z kmene Ubiů vypudil Svéby zpět za Rýn, odkud tito barbaři původně přišli. V roce 55 př. n. l. přemohli germánští Tenkterové a Usipové kmen Menapiů v Belgice. Nato Caesar postavil most přes Rýn, načež jako první Říman vpadl za tuto řeku. Dva roky poté Caesar znovu vstoupil na pravý břeh Rýna, když pronásledoval kmeny, které pomáhaly Galům v odboji proti Římanům. Germáni poučeni předchozími nezdary se však stáhli z dosahu římských legií a Caesar tak vyšel naprázdno. Pokračování výprav do Germánie zamezily na několik dalších desetiletí římské občanské války. Teprve Augustovo vítězství umožnilo Římanům opět pomýšlet na podrobení území za Rýnem.
Ve svém díle Zápisky o válce galské popsal Caesar kulturní rozdíly mezi Germány, Římany a Galy. Galové byli podle něho, i přes svoji bojovnost, schopní přijmout civilizaci, naproti tomu germánské kmeny byly prý příliš divoké a navíc znamenaly hrozbu pro římskou vládu v Galii, a proto měly být podrobeny. Jeho charakteristika barbarských kmenů severu zdůrazňovala převahu Říma. Nicméně Caesarův popis vyjádřil rovněž římské obavy z Germánů a z nebezpečí, jež ztělesňovali.

### Drusova a Tiberiova tažení

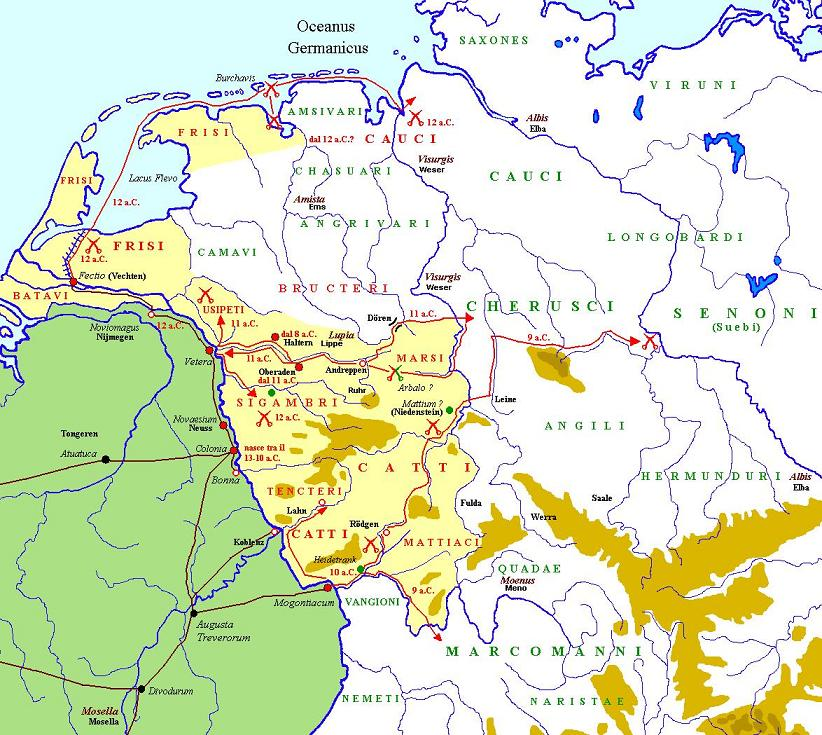
Drusovo tažení do Germánie 12–8 př. n. l.

Poté, co bylo kolem roku 25 př. n. l. dokončeno ovládnutí keltských kmenů sídlících v Alpách, započali Římané s dobýváním zemí ležících na sever od tohoto pohoří. Nedlouho nato byly zřízeny kastely u Basileje, Curychu a Oberwinterthuru v dnešním Švýcarsku a také opěrné body v Xantenu (Castra Vetera), Bonnu (Bonna) a v Nijmegenu (Noviomagus). Přibližně v roce 20 př. n. l. zahájili Římané výstavbu silnice z Lugduna (dnešní Lyon) vedoucí přes Trevír až k Rýnu. V letech 17/16 př. n. l. zaútočily z Germánie do oblastí na západ od Rýna kmeny Sugambrů, Usipetů a Tenkterů, které rozdrtily římskou legii pod velením Marca Lollia. Krátce po této události se císař Augustus odebral do Galie, kde strávil tři roky (15 až 13 př. n. l.) reorganizací provincie a její obrany. Legie rozmístěné dosud po celé Galii byly v této době přesunuty přímo na ohroženou rýnskou hranici, kde byly po dvou umístěny do stálých táborů. V roce 15 př. n. l. postoupil Drusus (Augustův nevlastní syn) z nynějšího Trenta alpskými průsmyky na sever, zatímco Tiberius (Drusův bratr) podnikl z Galie výpravu směrem na východ podél severního předhůří Alp. Výsledkem této koordinované operace bylo připojení Raetie k římské říši.
Po završení těchto příprav začala v roce 12 př. n. l. pod Drusovým velením římská invaze do Germánie. Výchozími body při pronikání na nepřátelské území byly tábory v Mohuči (Mogontiacum), Xantenu a Nijmegenu. Z těch pak byly strategicky nejvýznamnější posádka v Mohuči, jež se nacházela přímo na soutoku Rýna s řekou Mohanem (Moenus), a legionářský tábor v Xantenu, na soutoku Rýna a Lippe (Lupia). Mohan i Lippe představovaly ideální zásobovací trasy zajišťující přístup hluboko do nitra Germánie. Drusus se vydal nejprve v čele římského loďstva podél břehu Severního moře, přičemž si podmanil kmeny Frísů a Chauků, jejichž území leželo při ústí řeky Vezery (Visurgis). V dalším roce (11 př. n. l.) uskutečnil tažení proti vzpurným Sugambrům. Drusus je však nezastihl v jejich sídlech, neboť právě vytáhli do pole proti svým nepřátelům Chattům. Římané se proto obrátili proti Cheruskům, ti však ustoupili před římskými legiemi dále na východ směrem k Labi (Albis). Při jejich stíhání Drusus vyplenil celé jejich území. Toto tažení ale přesto neskončilo úspěchem, jelikož neporažení Cheruskové unikli do bezpečí na východ od Labe. Na zpátečním pochodu byli Římané přepadeni v úzkém údolí u Arbala mezitím se vrátivšími Sugambry, kteří se spojili se Svéby a s Cherusky vedenými Segimerem (Arminiův otec). Jen díky Drusově chladnokrevnosti se Římané dokázali uvolnit ze svého nebezpečného postavení a o vlásek se tak vyhnuli katastrofě.
Cílem Drusovy kampaně v roce 10 př. n. l. se vedle Sugambrů stali tentokrát také Chattové. V tomto roce nechal Drusus vybudovat kanál (fossa Drusiana), který spojoval Rýn přes Lacus Flevo (IJsselmeer) se Severním mořem. Tímto počinem byla podstatně zkrácena cesta římských lodí mezi opěrnými body na Rýně a ústím Labe. Tažení v roce 9 př. n. l. směřovalo proti Chattům a Svébům. Drusus znovu přivedl své vojsko k Labi a potom se vydal zpět na západ proti Cheruskům. Během pochodu však spadl z koně, přičemž si přivodil zlomeninu nohy a asi po třiceti dnech následkům tohoto zranění podlehl. Tiberius, který přispěchal ke svému umírajícímu bratrovi, převzal bezprostředně po jeho skonu velení v Germánii.
Navzdory Drusovým úspěchům zůstával odpor germánských kmenů proti římské nadvládě stále velmi urputný. V roce 8 př. n. l. přicestoval Augustus do Galie, aby zde přispěl k zintenzivnění dalšího dobývání území na pravém břehu Rýna. Germáni v uplynulých letech seznali, že počty jejich válečníků budou neustále klesat, zatímco Římané jsou i přes utrpěné ztráty schopni přivádět stále větší vojska. Někteří náčelníci byli proto připravení uzavřít s Římany tzv. spojenecké smlouvy (foedus), které z nich ve skutečnosti činily poddané impéria. Tiberiovo tažení v roce 8 př. n. l. znamenalo počátek zániku Sugambrů jako samostatného kmene, neboť už kvůli nezměrným ztrátám nemohli dále odolávat římskému tlaku. Tiberius tudíž část Sugambrů přesídlil na levý břeh Rýna, kde se podrobili římské autoritě. Zbytek populace tohoto kmene se následně připojil k Chattům. Tiberius pokračoval v útocích do Germánie, nicméně v roce 6 př. n. l. se vzdal velení. O dalším vývoji v pravobřežní Germánii postrádáme až do roku 1 n. l. jakékoli bližší informace.
V roce 2 n. l. vedl Lucius Domitius Ahenobarbus tažení proti Hermundurům. Přitom překročil Labe a dokonce sjednal smlouvy s některými kmeny na jeho pravém břehu. Další vojenské kampaně na germánské území byly podnikány z oblasti Podunají. Ahenobarbus spolu s legátem Marcem Viniciem opakovaně pronikali do prostoru mezi Rýnem a Emží. Při jedné zpáteční cestě se Ahenobarbus zastavil v zemi Cherusků. Protože se při té příležitosti natolik zapletl do vnitřních záležitostí kmene, rozhořčení Cheruskové vypověděli smlouvu uzavřenou kdysi s Tiberiem. Během dalšího pochodu zpět k Rýnu nechal Ahenobarbus položit slavný pontes longi – most z fošen (jakýsi archaický ponton), přes nějž jeho vojáci přešli bažiny. V dalších letech přetrvávaly nepokoje v celé severní Germánii.

### Založení provincie
V roce 4 n. l. se Tiberius opět chopil velení. Krátce poté si podmanil kmen Chattuariů a o rok později dohodl smlouvu s Chauky. Do roku 6 n. l. uzavřeli Římané spojenecké svazky s většinou germánských kmenů mezi Rýnem a Labem, což umožnilo zahájit výstavbu nové provincie Germania. Římané postavili v zemi silnice, založili místní trhy a budovali kastely. Současně byly položeny základy řady kolonií, jako byl Halberstadt, Hildesheim nebo Waldgirmes. V roce 6 Tiberius protáhl Germánií a pak zamířil proti Markomanům. Marobudovo markomanské království, které se rozkládalo v české kotlině, pokládali Římané za potenciální hrozbu jejich kontrole Germánie. K celému podniku bylo vyčleněno 12 legií rozdělených po šesti do dvou armád. První měla postupovat z Germánie a jejím velitelem byl Sentius Saturninus, druhou vedl z Norica sám Tiberius. Když byl však Tiberius vzdálen asi pět dní pochodu od místa, kde Marobud shromáždil svojí brannou moc čítající kolem 75 000 markomanských bojovníků, obdržel zprávu o vzrůstajícím neklidu v Panonii a v Dalmácii. Ihned poté přikázal svým legionářům zastavit postup, načež s Marobudem uzavřel mírovou smlouvu. Tento první vážný nezdar byl pouhou předzvěstí budoucích těžkostí.

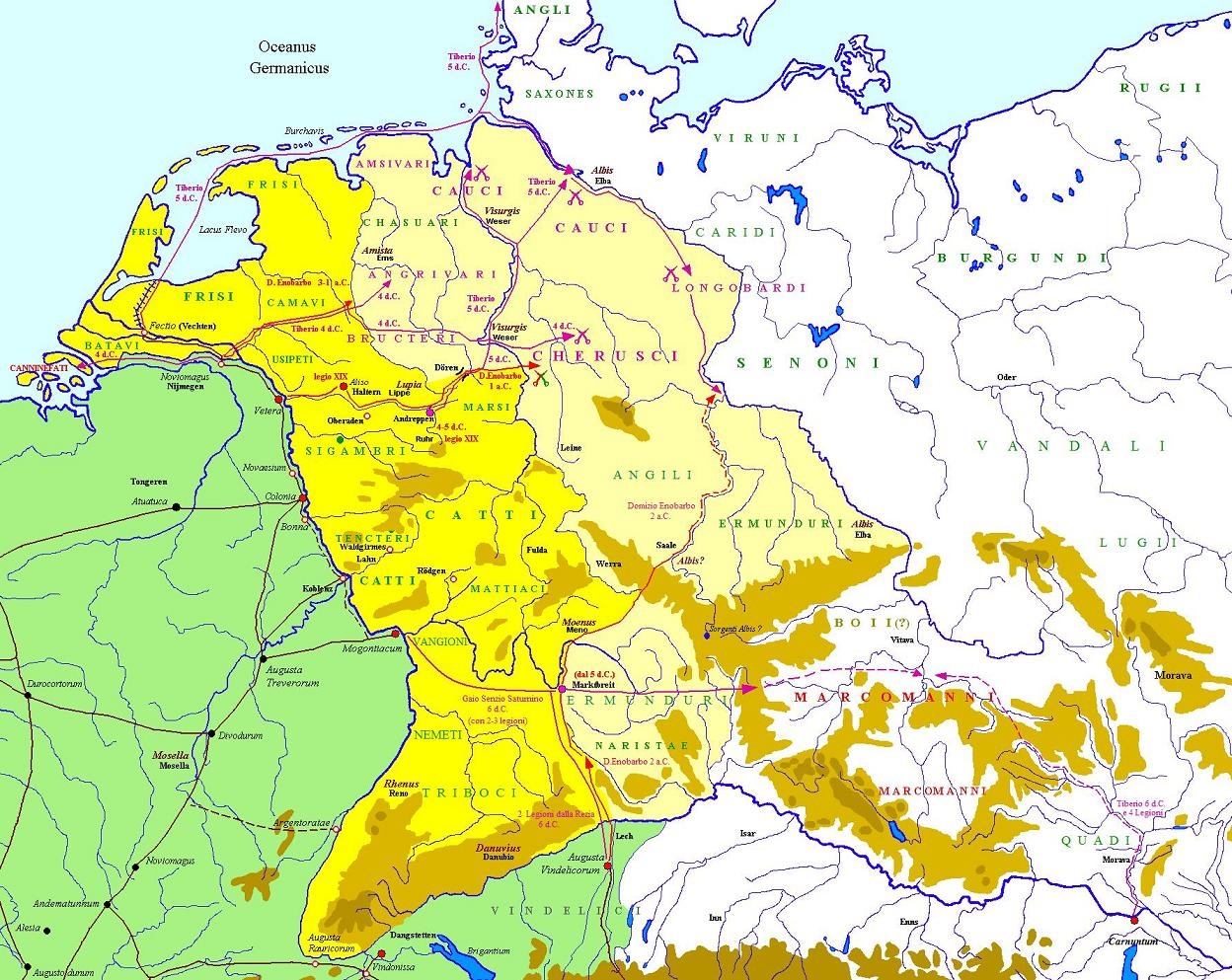
Výprava proti Marobudovi

Rok nato ustavil Augustus novým správcem Germánie Publia Quinctilia Vara na místo Tiberia, který se tehdy potýkal s panonským povstáním. Varovým úkolem bylo zajistit, aby s Germány smluvně ujednané daně a dodávky obilí byly (i navzdory neúrodám) spolehlivě plněny, neboť jich bylo naléhavě třeba k nerušenému zásobování římských vojsk operujících v Panonii. Tato skutečnost spolu s tím, jak sílil římský vliv v Germánii díky obchodu a budování prvních římských sídel, Varovi jeho pozici nijak neulehčovala. Nespokojenost se ztrátou svobody mezi germánskými kmeny vytrvale vzrůstala a nepříliš vlídné zacházení Římanů s poraženými ji ještě více rozjitřovalo. Patrně v srpnu roku 9 vyrazil Varus s celým svým vojskem pěti legií z letního tábora při Veseře poblíž území Cherusků (jejichž náčelníci Arminius, Segimer a Segestes byli v jeho doprovodu) k Rýnu. Na cestě se však doslechl o tom, že členové některých nedaleko sídlících kmenů povraždili na jejich půdě pobývající Římany.
Na tento čin zareagoval Varus okamžitým zahájením tažení proti vzbouřeným kmenům. V předvečer výpravy Varus uspořádal hostinu, během níž ho Segestes upozornil, že Arminius a Segimer plánují proti němu spiknutí, ale jak se zdá, Varus tomuto varování nepopřál sluchu. Po menší rozepři se svým synovcem Asprenou se Varus rozhodl oddělit od svého vojska dvě legie, které pod Asprenovým velením pokračovaly k původnímu cíli. S těmito oddíly šly také ženy a děti. Aby vynahradil ztrátu těchto vojenských sil, požádal Varus přítomné kmenové vůdce o pomocné sbory, které mu tito ochotně přislíbili.

### Bitva v Teutoburském lese

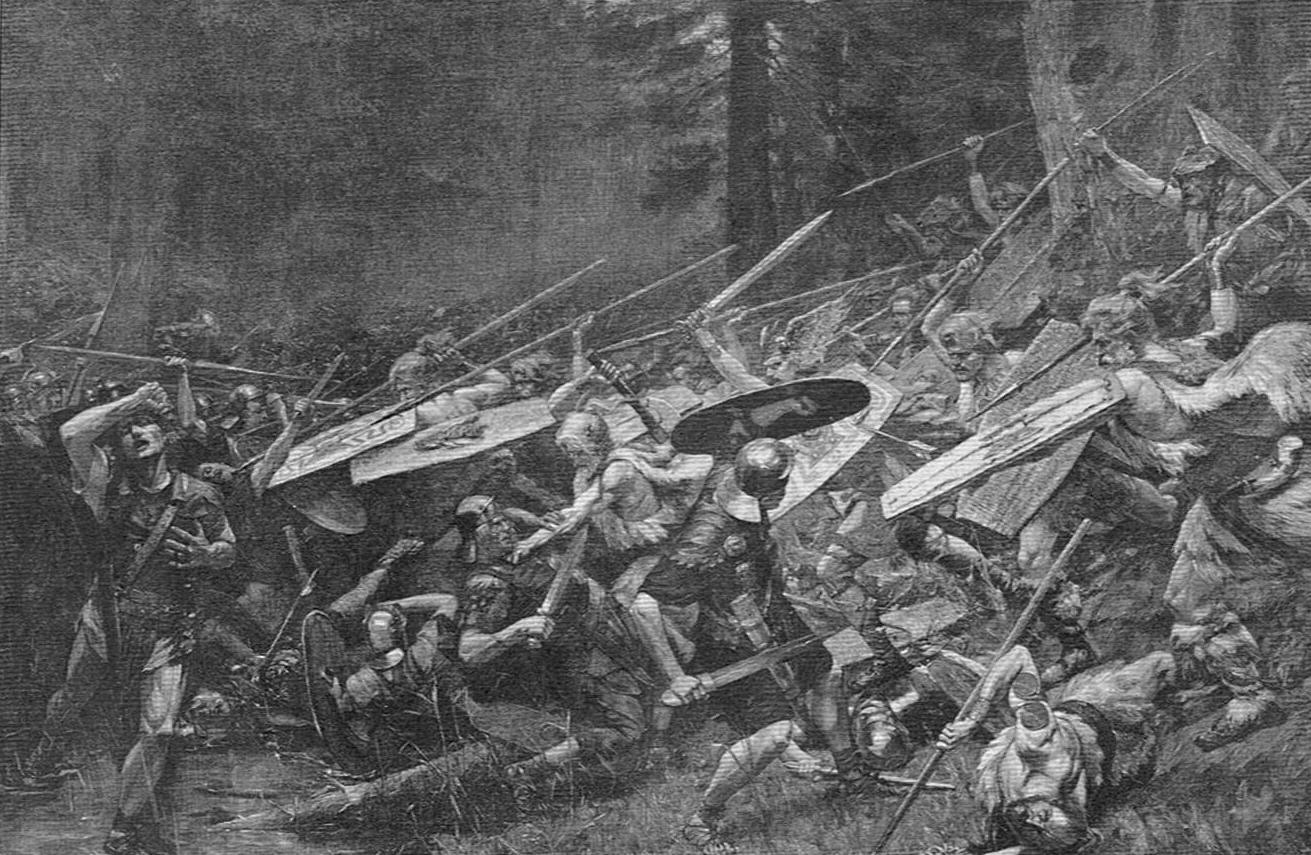
Bitva v Teutoburském lese – Furor Teutonicus, P. Jovanović, 1889

Přesné místo střetnutí není dosud známo. Podle všeobecně přijímaného názoru se bojiště nacházelo na kopci Kalkriese poblíž dnešního Osnabrücku v Dolním Sasku. Tím, kdo vyprovokoval a inicioval povstání, byli podle Tacita Chattové, Marsové, Brukterové a především Cheruskové, přičemž samotný počátek vzpoury lze vypozorovat zřejmě u prvně jmenovaných. Sídla tohoto kmene ležela směrem na jih, kam také vytáhl Varus v čele svých legií. Jeho průvodci byli titíž náčelníci, kteří se zavázali poskytnout mu svoje vojenské síly. Nedlouho poté se náčelníci od Varova vojska oddělili, údajně proto, aby zmobilizovali své válečníky, s nimiž měli na smluveném místě Římany posílit.
S přibývající dobou pochodu intenzita nepřátelských útoků na římské vojsko narůstala, pročež Varus usoudil, že bude vhodné projít územím močálů, neboť tento typ terénu ztěžoval nepřátelům jejich neustálé ataky. Protože však nebylo možné se zde utábořit, museli Římané podstoupit noční pochod. Jakmile narazili na příhodné místo k postavení tábora, rozbili zde na počátku září své ležení, v němž setrvali asi dva nebo tři dny. Této doby zatím barbaři využili k přeskupení svých sil. Když se Římanům nepodařilo dorážející germánské voje zahnat pouhými výpady a naopak počet nepřátel stále stoupal, rozhodl Varus o svedení bitvy.
Jak přesně následný boj probíhal, není známo, ale je pravděpodobné, že Římané v něm měli zpočátku navrch. Při pronásledování zdánlivě prchajících Germánů se však vzdálili od svého tábora, kterým jim poskytoval ochranu. Přesně tohoto momentu využily oddíly barbarů dobře schované na křídlech Římanů ke svému útoku. Varova dosud vítězící vojska byla ve chvíli sevřena ze tří stran a ihned propadla panice. Bitva se změnila v masakr Římanů a pouze malá část z nich se z bitevní vřavy zachránila útěkem do míli vzdáleného tábora. Kvůli nedostatku vojáků k jeho hájení nezbylo Varovi než zmenšit svůj tábor, což naznačuje, že v tomto okamžiku postrádal zřejmě více než polovinu všeho mužstva. Vědom si beznadějnosti postavení svého vojska nakonec Varus nalehl na svůj meč. Jeho vojáci se ho pokusili důstojně pochovat a zpopelnit jeho ostatky, než se tak však stalo, zmocnili se Germáni tábora. Ohořelému Varovu tělu byla uťata hlava, jíž Arminius poslal Marobudovi. Zbytky zoufale bojujících legionářů se poté vzdaly barbarům, kteří je ale do jednoho zmasakrovali a jejich velitele obětovali v posvátných hájích k poctě svým bohům.
Když byla Augustovi oznámena zpráva o katastrofě Varova vojska v Germánii, ze zoufalství prý vykřikl: „Quintili Vare, legiones rede!“ („Vare, vrať mi mé legie!“). Důkazem toho, jak trvale se tato prohraná bitva zapsala do povědomí Římanů, je skutečnost, že zničené legie (XVII, XVIII, XIX) nebyly již nikdy obnoveny. Během jediného krátkého tažení tak Římané ztratili jednu desetinu své vojenské síly. Jen nepatrnému počtu z odhadovaných 25 000 mužů se podařilo uniknout pohromě. V důsledku porážky v Teutoburském lese museli Římané dočasně rezignovat na podmanění Germánie, načež se stáhli zpět za Rýn.

### Germanikovy kampaně

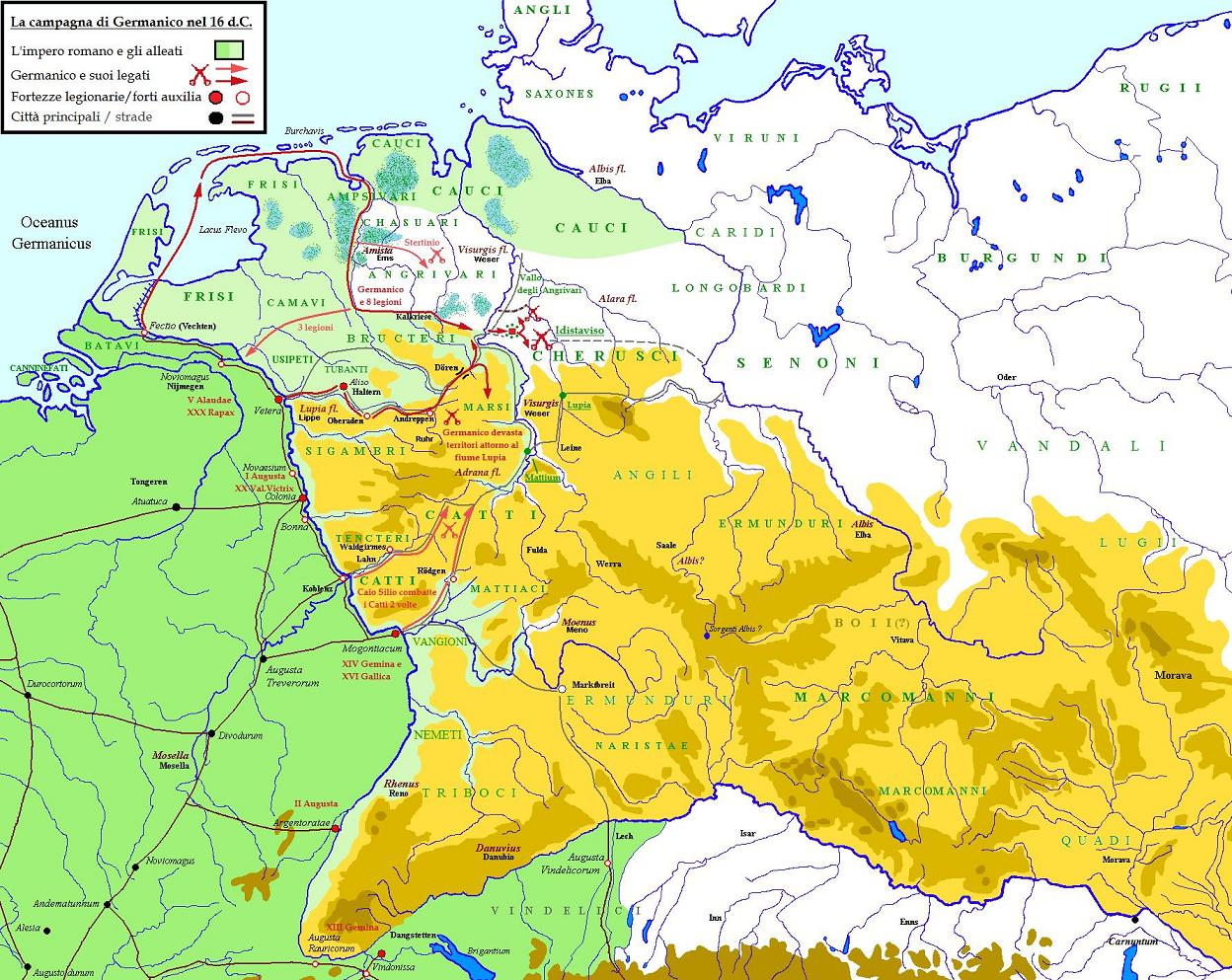
Germanikovo tažení v roce 16

V dalších třech letech se Tiberius věnoval reorganizaci a konsolidaci rýnské hranice. Vrchní velení legií na Rýně bylo pak svěřeno Drusovu synovi Germanikovi, jenž musel záhy čelit vzpouře vojáků, kteří ho po Augustově smrti v roce 14 chtěli provolat císařem místo neoblíbeného Tiberia. Po potlačení povstání se Germanicus vypravil proti Marsům. Jelikož barbaři právě oslavili jakýsi kmenový svátek, římský útok je naprosto zaskočil. Většina jejich území byla proto zcela zničena. V následném krveprolití pobíjeli nemilosrdní Římané i ženy, děti a starce. O rok později zahájil Germanicus ohromné tažení, jehož cílem byl kmen Chattů. V jeho průběhu dorazilo římské vojsko na místo bitvy v Teutoburském lese. Ostatky padlých byly posbírány a důstojně uloženy v pohřební mohyle. Římané pak postoupili k řece Veseře, kde Germanicus rozdělil svoje vojsko o síle 8 legií na dvě části, jež se měly vrátit do zimních táborů odděleně. Jedna z armád, jíž velel Gaius Silius Caecina, se na zpátečním pochodu k Rýnu ocitla blízko podlehnutí. Při pochodu přes pontes longi byl Caecina obklíčen Germány, přičemž jen díky své taktické obratnosti (která chyběla Varovi) dokázal se značným vypětím sil odvrátit pohromu, která by byla srovnatelná s Teutoburským lesem.
Germanicus však neustával ve své snaze konečně zdolat odpor barbarů a v roce 16 vytáhl proti Cheruskům. Římské vojsko čítající 8 legií a silné pomocné sbory se střetlo se silami aliance germánských kmenů pod vedením Arminia ve dvou velkých bitvách. První z těchto utkání bylo svedeno na planině Idistaviso mezi Veserou a nedaleko položenými pahorky. Po překročení Vesery postavili Římané tábor, z něhož druhý den vyrazili do bitvy proti nepříteli. Již při postupu na bitevní pole byla římská vojska napadena Germány. Samotná bitva trvala od brzkých ranních hodin až do noci, kdy byla germánská vojska za těžkých ztrát zatlačena na ústup. Náčelníkům Arminiovi a Inguiomerovi se podařilo s částí vojska prolomit římskou linii, jíž hájily pomocné sbory Chauků, a uniknout na východ. Na paměť svého vítězství zbudovali Římané na místě bitvy násep a poté se obrátili zpět proti Cheruskům, aby je definitivně zničili.
Ti se však spolu s přeživšími Arminiovými muži postavili proti Římanům u valu Angrivariů. Arminiův lstivý plán, který počítal s útokem jízdy ukryté v okolních lesích, nezůstal Germanikovi utajen. Římská jízda proto napadla germánské jezdce a zabránila jim tak ve vpádu do týlu římských pěšáků. Římští legionáři dorazili bez vážnějších ztrát k valu bráněnému Germány, kteří byli překvapeni nečekaně silným náporem Římanů. Intenzivní římské ostřelování valu katapulty, balistami a jinými druhy metacích a střelných zbraní dokonalo zmatek nastalý v germánských řadách. Římané dosáhli druhého vítězství, zatímco Germáni byli opět rozprášeni. Ani po opakovaných porážkách Germánů však Římané nedokázali rozbít alianci kmenů v čele s Arminiem. Germanicus byl v dalším roce odvolán Tiberiem do Říma, kde oslavil triumf nad Germány, načež byl poslán na východ. Ukončení Germanikových tažení znamenalo faktický konec římských pokusů o podmanění pravobřežní Germánie.

### Další vývoj
V roce 28 vypuklo kvůli vysokým daním povstání Frísů, v jehož důsledku Římané vyklidili většinu území dnešního Nizozemska. Císař Claudius, jenž byl Germanikovým bratrem, započal s výstavbou rozsáhlého systému kastelů a pevností na Rýně (Limes Romanus). V roce 47 zasáhl římský místodržitel Gnaeus Domitius Corbulo proti Frísům a Chaukům, ovšem Claudius mu poté nařídil ustoupit zpět za Rýn. Tři roky nato pronikli Chattové do Galie, ovšem Římané je zdárně odrazili. Výraznější ohrožení římské Galie představovalo povstání Batavů, jež vypuklo v Dolní Germánii v roce 69. Za Vespasiana obsadili Římané území nazývané Agri Decumates („desátková pole“, zhruba nynější spolková země Bádensko-Württembersko). Další vojenské operace v Germánii probíhaly mezi léty 83 až 85, kdy Domitianus vedl podle Tacita nepříliš úspěšnou válku s Chatty.
Od 2. století se role Římanů a Germánů postupně obracely. Kmeny sídlící v Germánii podnikaly stále častěji vpády na římské teritorium. Za vlády Marca Aurelia vzplanul na středním Dunaji v letech 166 až 180 rozsáhlý konflikt nazývaný markomanské války. Římané se v jejich průběhu opět chopili iniciativy a dokonce uvažovali o zřízení provincie Marcomania v oblasti dnešní jižní Moravy. V první polovině 3. století se jednotlivé germánské kmeny sloučily v mocnější kmenové svazy, které vážně ohrozily římskou říši v době krize třetího století. V důsledku stěhování národů se v 5. století usadily četné germánské kmeny na římském území, kde si na troskách impéria založily vlastní nezávislá království.